# 정을병
정을병(鄭乙炳, 1934년 7월 5일 ~ 2009년 2월 18일)은 대한민국의 소설가로 본관은 진양(晉陽), 호는 난정(蘭丁)‧일민(逸民)이다. 한국소설가협회 이사장을 역임했다.

## 작품 활동
경상남도 남해군 이동면 출신이다. 1959년 〈철조망〉과 〈의지〉를 《자유공론》에 발표하였고, 1962년 〈부도(不渡)〉와 〈반(反)모랄〉이 《현대문학(現代文學)》에 추천되어 등단했다. 체험을 대단히 중시하여 대부분의 작품에서 문학의 허구적인 측면보다는 실존이나 현실적인 측면을 소설화화는 고발문학의 기수로 평가받은 작가이다. 주요 작품으로 《개새끼들》(1966), 《유의촌(有醫村)》(1968), 《아테나이의 비명(碑銘)》(1968), 《말세론(末世論)》(1968). 《받아들인다는 문제(問題)》(1970), 《도피여행(逃避旅行)》(1971), 《피임사회(避姙社會)》(1972) 등을 남겼다. 유고집으로 《수행》(2009)이 있다.

## 학력
- 한국신학대학교 학사
- 미국 하와이 주립 대학교 대학원 영어영문학과 문학석사 수료

### 비학위 수료
- 미국 하와이 주립 대학교 동서문학센터 문예수련과정 수료

## 평가
거침없는 태도와 넘쳐흐르는 활력으로 사회의 제반 부조리를 비판·풍자하는 창작태도를 보였을뿐만 아니라 치밀하게 조사한 자료를 바탕으로 소설 창작에 임하여 다산의 작가들이 지니기 쉬운 작품의 밀도 문제에 있어서도 면밀성을 유지하고 있다는 평가를 받고 있다.

## 경력
- 1956년 국도신문사(國都新聞社) 기자
- 1959년~1965년 사조사에서 기자로 근무
- 1970년 대한가족협회 홍보부 부장
- 1975년 소설가협회 상임위원
- 1983년 소설가협회 국제분과 위원장, 자생란보존회 회장
- 1985년 펜클럽한국본부 부회장
- 1990년 기업문화협회장, 한(韓)‧이스라엘 친선협회 부회장, 세계여행문학가협회 회장
- 1999년~2003년 한국소설가협회 회장
- 2000년~생마감까지 한국문학학술저작권협회 부회장직

## 상훈
- 자유공론 제 1회 신인문학상(1959)
- 제13회 현대문학상(1967)
- 제7회 한국일보 창작문학상(1974)
- 제2회 한국소설문학상(1976)
- 제34회 서울시문화상(1985)
- 대한민국문학상(1987)
- 화관문화훈장(1990)
- 제7회 한무숙문학상(2002)